# Martin Frecht
Martin Frecht (* um 1494 in Ulm; † 8. September 1556 in Tübingen) war ein deutscher evangelischer Theologe, Hochschullehrer und Reformator.

## Leben und Wirken

### Herkunft und Studium
Martin Frecht entstammte einer angesehenen Handwerkerfamilie eines Schuhmachers und Ratsherrn. 1513 ließ er sich an der Universität Heidelberg immatrikulieren, wo er 1515 das Bakkalaureat und 1517 die Magisterwürde erlangte, später zum Lizentiaten der Theologie avancierte und auch Vorlesungen in der artistischen Fakultät über Philosophie in humanistischem Geist hielt.

### Heidelberger Disputation
Im Frühjahr 1518 wohnte er Martin Luthers Heidelberger Disputation bei und begeisterte sich für die Ideen der Reformation. Zwischen 1523 und 1526 war er Dekan der Artistenfakultät. Frecht stand in so hohem Ansehen, dass er 1529 die Professur der Theologie bekam und 1530/31 Rektor in Heidelberg wurde. Mit seinen alten Studiengenossen Johannes Brenz, Martin Bucer, Johann Isenmann, Kaspar Löner, aber auch mit Johannes Oekolampad und Erhard Schnepf war er befreundet.

### Reformator in Ulm

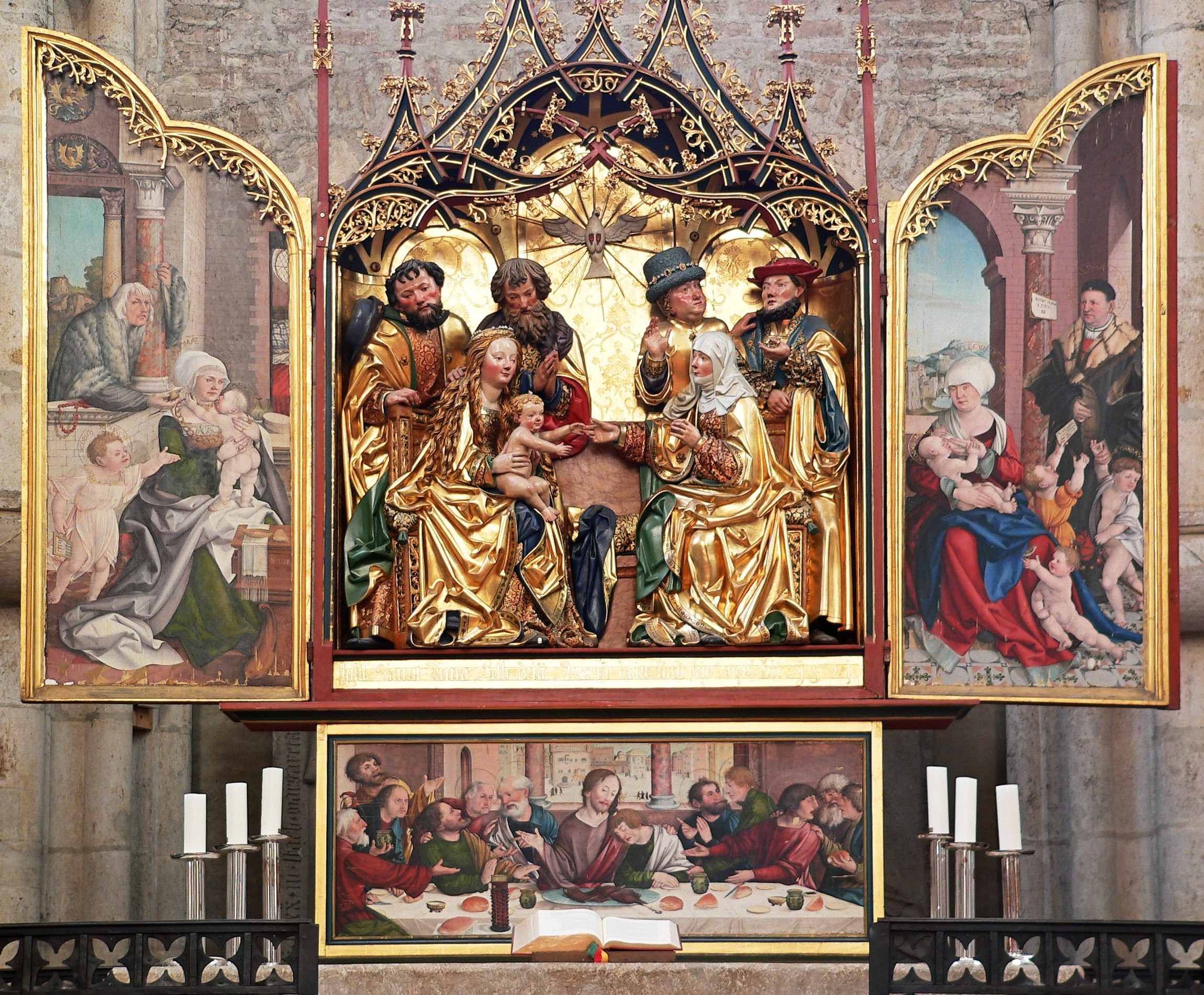
Einer der Altäre im Münster, die 1531 im reformatorischen Bildersturm entfernt wurden und 1548 erneut zurückgebracht und neu geweiht wurde, zum großen Verdruss von Martin Frecht, dem führenden Prädikanten und Reformator am Ulmer Münster

Der Rat der Stadt Ulm hatte ihn bereits 1529 gebeten, in seine Vaterstadt zurückzukommen. Diesem Wunsche folgend, kam er 1531 nach Ulm als Lektor der Schrift; Ulm trat in diesem Jahr dem protestantischen Glauben bei. Frecht gab 1532 als Erster die Res gestae Saxonicae (Sachsengeschichte) des Widukind von Corvey (um 925 bis nach 973) heraus.
Nach Konrad Sams Tode wurde Frecht der eigentliche Leiter der Ulmer Kirche, ohne jedoch die Entschiedenheit und Volkstümlichkeit zu besitzen, die dieses Amt erforderte. Durch Visitationen und Reformen aller Art suchte er das Kirchen- und Schulwesen zu bessern. Da er in Ulm den Kämpfen mit Sebastian Franck und Kaspar Schwenckfeld nicht ausweichen konnte, musste er sich 1540 auf dem Konvent in Schmalkalden in seiner theologischen Haltung Bucer und Luther stärker nähern.
Er beteiligte sich 1536 an der Wittenberger Konkordie und vermittelte in der Abendmahlslehre zwischen den Wittenberger Theologen und den oberdeutschen Reformatoren. 1539 nahm er an den Verhandlungen in Frankfurt teil. Er beteiligte sich 1540 an dem Religionsgespräch in Worms und 1541/1546 in Regensburg mit den Altgläubigen.
Am 14. August 1548 kam Kaiser Karl V. nach Ulm an die Donau. Am 15. August wurden in Anwesenheit des Kaisers die Altäre, die 1531 aus dem Ulmer Münster entfernt worden waren, erneut im großen Ulmer Gotteshaus aufgestellt und neu geweiht. Zugleich wurde ein feierliches Hochamt gelesen. Mit diesem Gottesdienst war das Münster offiziell dem katholischen Glauben zurückgegeben worden. Da Frecht als Prädikant diesen Vorgängen und dem Augsburger Interim widersprochen hatte, wurde er zusammen mit allen evangelischen Predigern am 16. August 1548 verhaftet und in Kirchheim wochenlang gefangen gehalten.
Nach seiner Entlassung im März 1549 wurde er aus Ulm verbannt.

### Verbannung

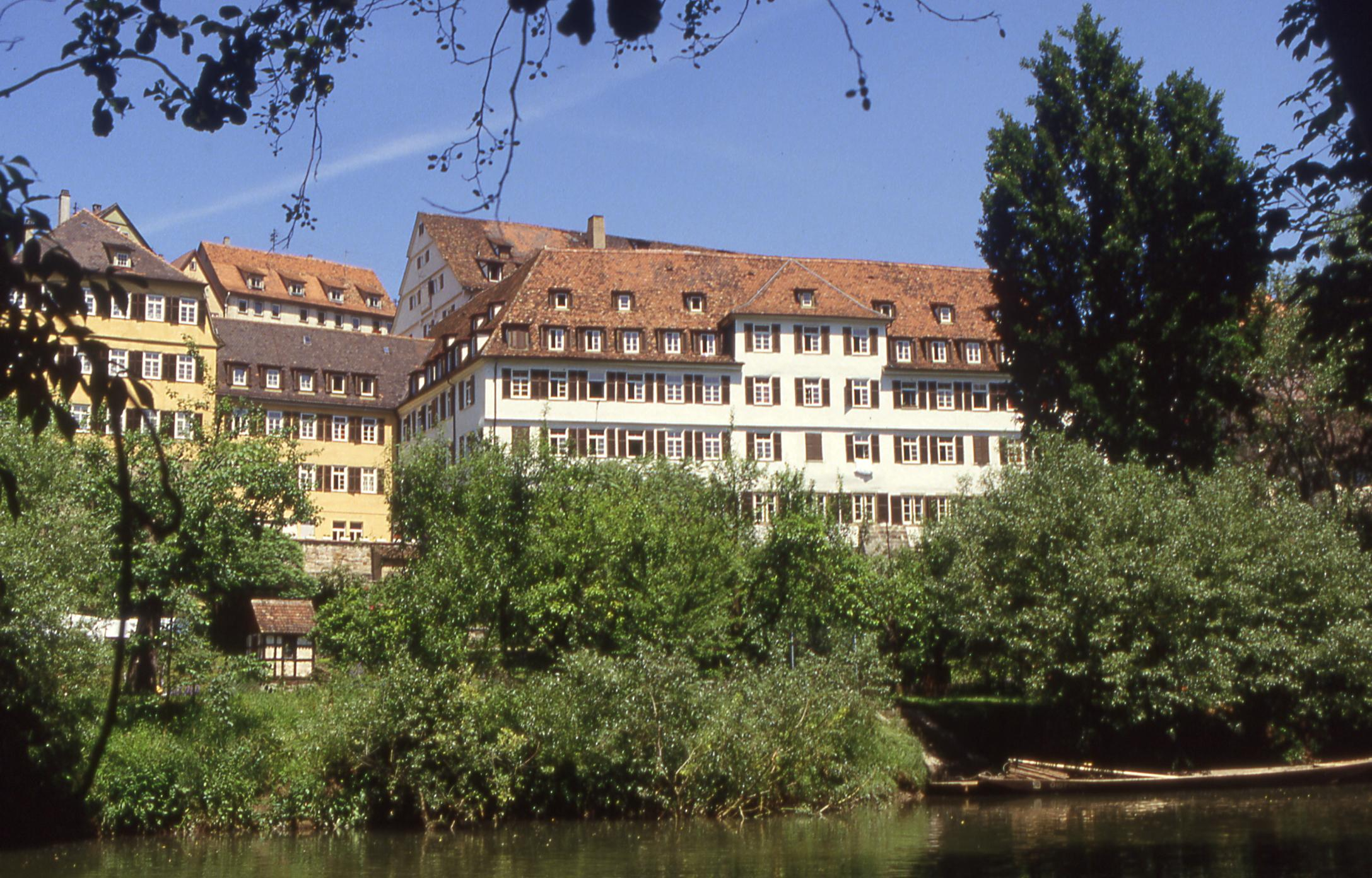
Ein Rückzugsort für den Ulmer Reformator: das Tübinger Stift.

Seitdem lebte er still und zurückgezogen in Nürnberg bei seiner Schwester, später in Blaubeuren. Herzog Christoph von Württemberg beauftragte ihn 1551 mit dem Vorstand des evangelischen Stifts in Tübingen und berief ihn 1552 zum Professor der Theologie an der Universität Tübingen. Trotz der ehrenvollen Stellung als Rektor 1555 und des Umgangs mit Brenz und anderen blieb er hier einsam.
Martin Frecht wurde in der Stiftskirche zu St. Georg in Tübingen beigesetzt.

## Quellen

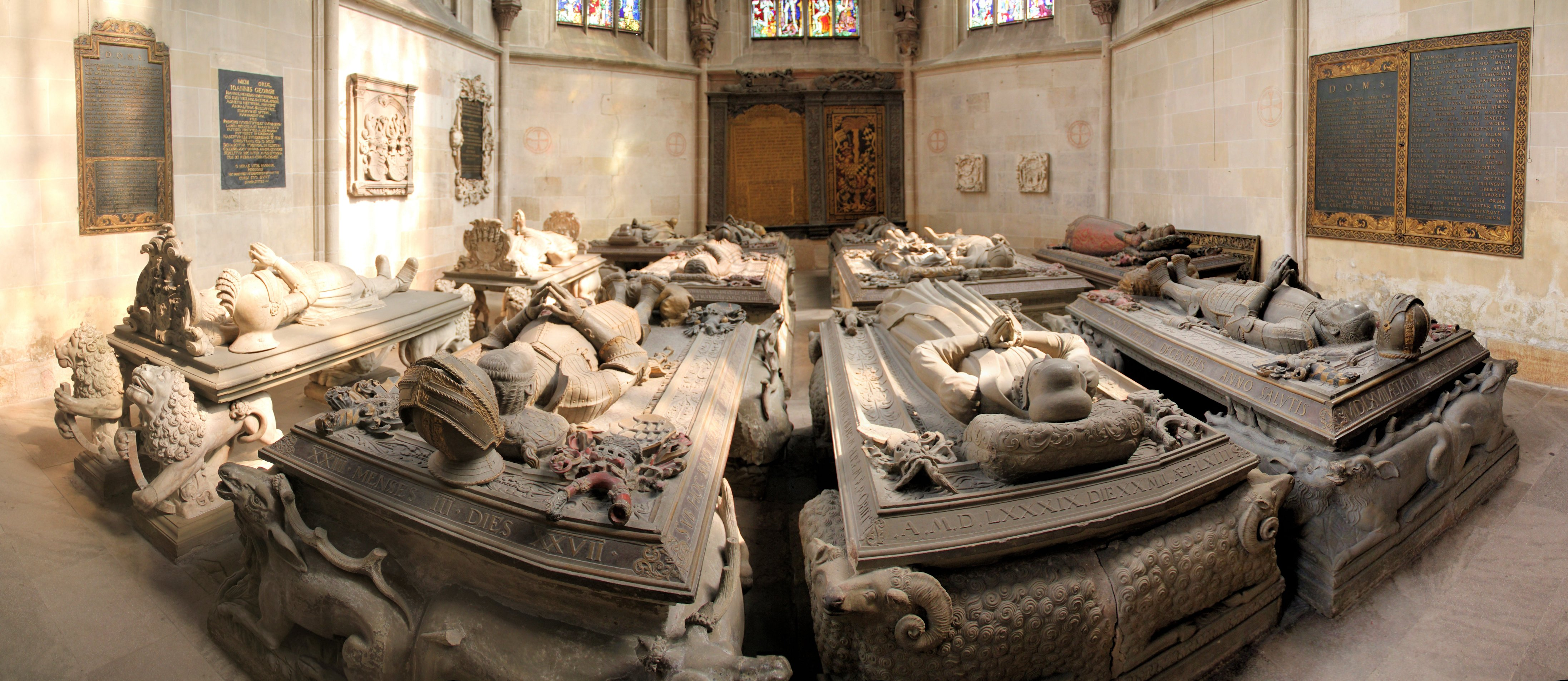
Grablege in der Tübinger Stiftkirche zu St. Georg. Dort fand auch Martin Frecht seine letzte Ruhe.

## Werke
- [Beiträger in:] Johannes Stöffler, Calendarivm Romanvm Magnum, Cæsare[ae] maiestati dicatum, D. Ioanne Stœffler Iustingensi Mathematico authore, Oppenheim: Jakob Köbel 1518
- [Herausgeber; mit Adnotationes Martini Frechti], VVitichindi Saxonis Rerum ab Henrico et Ottone I Impp. Gestarum Libri III, unà cum alijs quibusdam raris & antehac non lectis diuersorum autorum historijs ab Anno salutis D. CCC. usq[ue] ad præsentem ætatem: quorum catalogus proxima patebit pagina. Huc accessit rerum scitu dignarum copiosus index, Basel: Johann Herwagen 1532 [Erstausgabe]
- [Mitarbeit an:][2] Martin Bucer: Ein warhaffter berichte vom Colloquio zu Regenspurg disjars angefangen, und dem abzug der Auditoren und Colloquenten, die von Fürsten und Stenden der Augspurgischen Confession dahin verordnet waren, Straßburg 1546
- Summarische verzeichnuß, dreyer Trostreichen vnd Herrlichen Lection oder Predigten ... Herren Martin Frechten, der H. Schrifft Licenciaten [et]c. löblicher ... gedächtniß, in welchen er seine Kirch in seinem Vatterland ... trösten hat wöllen ... als jhm sein Vatterland wider geöffnet ... Jetzund aber erst ... auß dem Latein in Teütsch gebracht, durch M. Wendel Schempp, angeblich Wittemberg [wohl Augsburg: Valentin Otmar] o. J. [1557]